# Hernádi László
Hernádi László (Olaszliszka, 1945. október 14. – 2023. március 6.) magyar labdarúgó, csatár.

## Pályafutása
A Miskolci Vasutas és a kaposvári Honvéd Táncsics SE csapataiban futballozott, mielőtt 1968-ban Tatabányára igazolt, amelynek nyolc éven keresztül volt a futballistája. A Tatabányában 144 bajnoki mérkőzést játszott, tagja az 1973-ban és az 1974-ben Közép-európai kupa győztes csapatnak, a Tatabánya mindegyik döntőbeli mérkőzését végigjátszotta.

## Sikerei, díjai
- Közép-európai kupa
  - győztes: 1972–73, 1973–74